# Nomoli

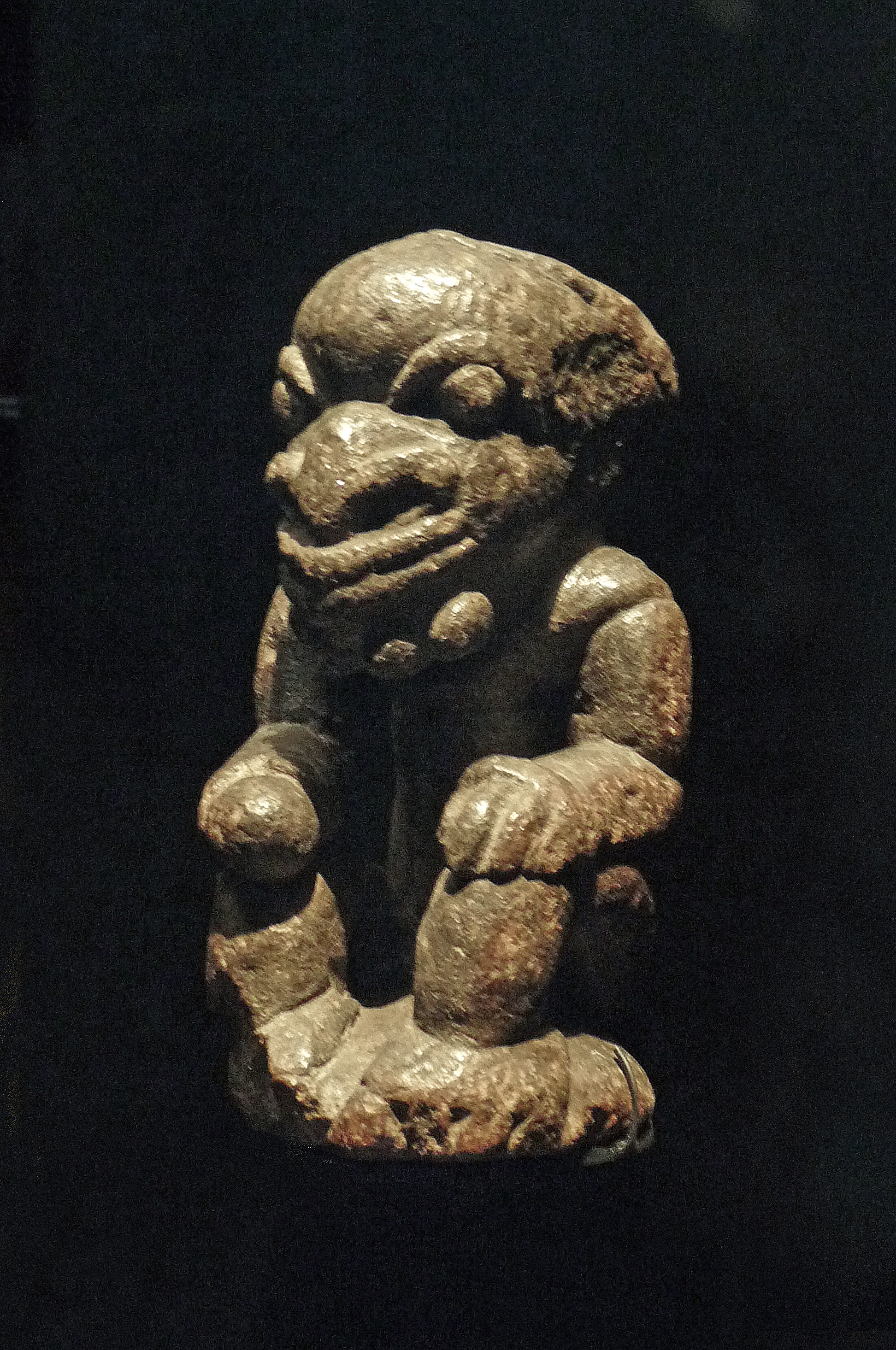
Nomoli aus Sierra Leone

Nomoli (Mende; Plural nomolisia) ist eine bearbeitete Statuette aus dem heutigen Sierra Leone und Liberia. Die Statuetten wurden vor allem aus Speckstein, Sandstein, Kalkstein oder Granit hergestellt.
Nomoli-Figuren gelten als die wohl älteste Kunst Sierra Leone. Sie sind die einzigen Zeugnisse einer Kultur, die lange vor der Kolonialisierung Sierra Leone bestand.
Wahrscheinlich wurden die Figuren von den Mende hergestellt, da sie vor allem in deren traditionellem Siedlungsland zu finden waren. Sie dienten als Orakel und zum Schutz. Die Mende und auch Kissi sollen die Statuen nahe ihrer Häuser und Felder aufgestellt haben um diese zu schützen und Gesundheit, eine gute Ernte und genug Nahrung zu sichern.
Im 15. Jahrhundert n. Chr. erwähnten portugiesische Seefahrer die Figuren erstmals.
Nomolisia sind unter anderem im Nationalmuseum von Sierra Leone und British Museum ausgestellt.